# Mustalaissaaret
Mustalaissaaret är en ö i Finland. Den ligger i älven Siikajoki och i kommunen Siikajoki i den ekonomiska regionen  Brahestads ekonomiska region  och landskapet Norra Österbotten, i den centrala delen av landet, 500 km norr om huvudstaden Helsingfors. Öns area är 0,1 hektar och dess största längd är 50 meter i öst-västlig riktning.